# Djinns – Dämonen der Wüste
Djinn – Dämonen der Wüste (auch unter dem Namen Stranded vermarktet) ist ein französischer Action- und Horrorfilm, der vom Ehepaar Hugues Martin und Sandra Martin inszeniert wurde. Grégoire Leprince-Ringuet, Saïd Taghmaoui, Cyril Raffaelli und Aurélien Wiik spielen die Hauptrollen.

## Handlung
Die Handlung spielt Anfang 1960 während des Algerienkrieges in Algerien. Eine Gruppe französischer Soldaten unter der Führung Durieux’ befindet sich auf einem Rettungseinsatz mitten in der Wüste, wo sie versuchen, die Besatzung eines abgestürzten Flugzeugs der französischen Luftwaffe zu retten. Am Flugzeug angekommen finden sie einen Koffer, der versiegelt ist. Die Retter geraten in einen Hinterhalt der algerischen Rebellen, aus dem sie sich jedoch bis auf einen Toten wieder herauskämpfen können. Nachts sieht der junge und sensible Soldat Michel merkwürdige Phänomene, legt sich aber in dem Glauben, er sei einer optischen Täuschung erlegen, wieder schlafen.
Die Gruppe erreicht ein Dorf, dessen arabische Bewohner von ihnen zusammengetrieben werden; eine junge Frau wird dabei von Max versehentlich erschossen. Michel nimmt die Rebellen außerhalb des Dorfes gefangen. Beim Verhör der Rebellen ermorden die Franzosen einen von ihnen. Wieder des Nachts steht Michel auf und sieht drei Dämonen, die sich ihm nähern. Daraufhin erscheint einem der Soldaten das getötete algerische Mädchen, welches mit ihm spricht. Gleichzeitig steht einer der verletzten französischen Soldaten wie ferngesteuert auf und versucht, den Vorgesetzten zu ermorden, kann jedoch gerade noch rechtzeitig erschossen werden. Kurz darauf erleidet Max einen Anfall von Wahnsinn, woraufhin er von einem Kameraden in Notwehr erschossen wird. Am nächsten Tag debattieren die Männer, ob sie abziehen sollen oder nicht. Der sadistische Vacard beginnt wieder damit, die gefangenen Rebellen mit Schlägen und Scheinhinrichtungen zu foltern. Auch untereinander eskaliert die Situation immer weiter. Es kommt zu Schlägen, Beleidigungen und Befehlsverweigerungen.
Eine alte Frau aus dem Dorf warnt Michel, dass die Ursache Dschinn, Dämonen der Wüste, seien, die die Soldaten nicht mehr abziehen lassen werden. Er solle nachts in der Moschee Schutz suchen.
Die Soldaten bleiben eine weitere Nacht in dem Dorf. Vacard leidet derweil unter den Erinnerungen an seine Kriegsgefangenschaft während des Indochinakriegs. Dort hatte er seinen verletzten Kameraden Martinez ermordet, weil dieser zu laut vor Schmerzen geschrien hatte. Als er erwacht, leidet er unter Verfolgungswahn und bedroht Durieux. Dieser wiederum wird von den Dämonen mit schrillen Tönen gequält. Später muss einer der jüngeren Soldaten seinen Vorgesetzten in Notwehr töten, als dieser versucht, ihn zu ermorden. Michel nimmt seinen verletzten Kameraden mit und versucht, die Moschee zu erreichen. Durieux nimmt ein schreckliches Ende und einer der Kameraden jagt den von Dämonen besessenen Michel, der bei Einheimischen Unterschlupf findet. Michel gelingt es, seinen Kameraden zu erschießen. Vacard versucht Michel zu ermorden, wird jedoch von einem der Rebellen, der sich zwischenzeitlich befreit hatte, getötet.
Am nächsten Morgen – es sind nur noch zwei Franzosen übrig – beschließt Michel, bei den Algeriern zu bleiben. Sein Kamerad versucht, alleine mit dem Koffer zurückzukehren. Als dieser wieder den Herrschaftsbereich der Franzosen erreicht, erzählt ihm ein Oberst, dass es in dem besagten Gebiet gar kein Dorf gäbe. Der Koffer, welcher den Befehl, die französischen Atomwaffentests in der algerischen Wüste durchzuführen enthält, wird weitergeleitet. Am Ende des Films werden Michel und die Dorfbewohner Zeuge der oberirdisch gezündeten Bombe am 12. Februar 1960.

## Produktion und Weiteres
- Der französische Film wurde ausschließlich in Marokko gedreht.[6]
- Nicolas Duvauchelle sollte eigentlich mitspielen, wurde dann aber durch Saïd Taghmaoui ersetzt.[7][8]
- Wie auch beim Filmklassiker Easy Rider ist die Schlussszene bereits vorher im Rahmen einer Vision des Hauptdarstellers gezeigt worden.

## Geschichtlicher Hintergrund
Algerien wurde von Frankreich nach einem langen Krieg erst 1962 in die Unabhängigkeit entlassen. 1960 ließ Staatschef Charles de Gaulle in der algerischen Wüste Kernwaffentests durchführen. Nach neuesten wissenschaftlichen Erkenntnissen wurden dabei bis zu 30.000 Algerier gesundheitlich geschädigt.

## Kritik
„Anfangs wirkt der Film sehr solide und vielversprechend, doch nach und nach raubt die planlose Story die Spannung und „Djinn – Dämonen der Wüste“ entwickelt sich zum Standard B-Movie.“ Jens Giermann

## Veröffentlichung
Djinns hatte seine Uraufführung am 8. Juli 2010 beim Neuchâtel International Fantastic Film Festival. Am 11. August 2010 war die französische Erstaufführung des Films. In Deutschland wurde der Film am 5. Januar 2011 auf DVD erstveröffentlicht.

## Soundtrack
Der französische Komponist Siegfried Canto steuerte die Musik bei.